# جیمز مونتگومری فلگ
جیمز مونتگومری فلگ (به انگلیسی: James Montgomery Flagg) (زادهٔ ۱۸ ژوئن ۱۸۷۷ - درگذشتهٔ ۲۷ مه ۱۹۶۰) کاریکاتوریست، تصویرگر و طراح پوستر آمریکایی بود.
بیشترین شهرت او برای طراحی پوسترهای تبلیغاتی-سیاسی مربوط به جنگ جهانی اول می‌باشد که از معروفترین آنها می‌توان به پوستری با تصویر عمو سام و جملهٔ «تو را برای ارتش آمریکا می‌خواهم» اشاره نمود که فلگ آن را در ۱۹۱۷ و برای تشویق آمریکاییان به استخدام در ارتش آن کشور طراحی کرده بود. بعدتر از این پوستر در جنگ جهانی دوم نیز استفاده شد.

## کارها

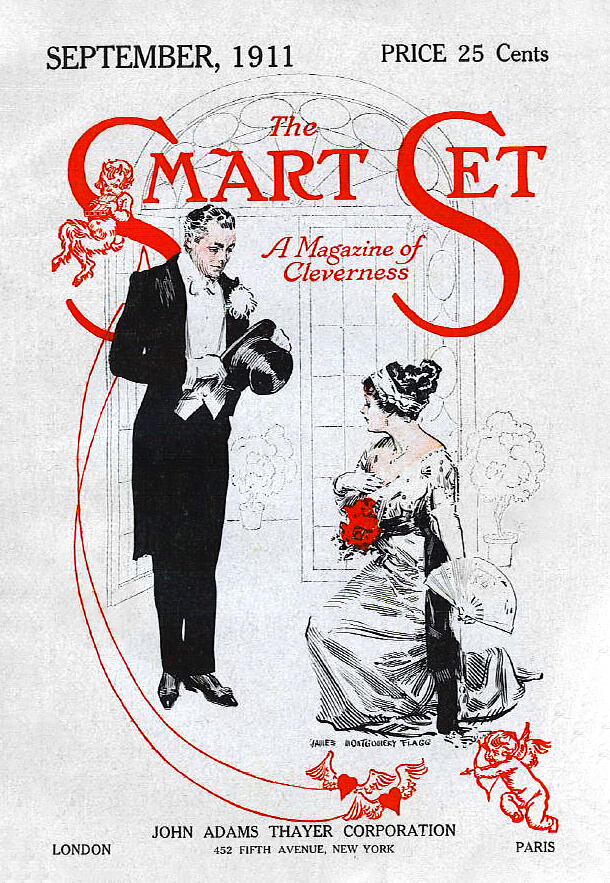
جلد مجلهٔ اسمارت ست (سپتامبر ۱۹۱۱)
پوستر عمو سام برای تشویق آمریکائیان به استخدام در ارتش (۱۹۱۷)
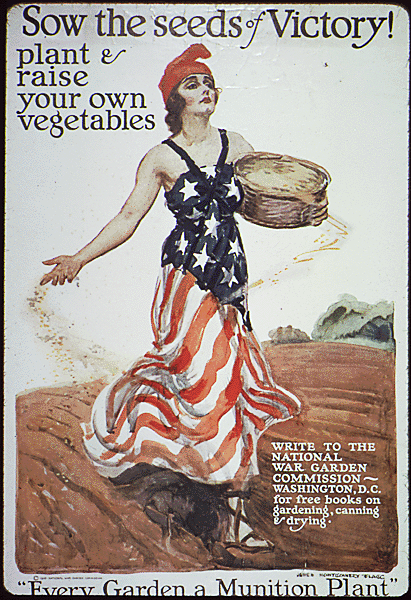
بذرهای پیروزی را بیفشانید (۱۹۱۸)
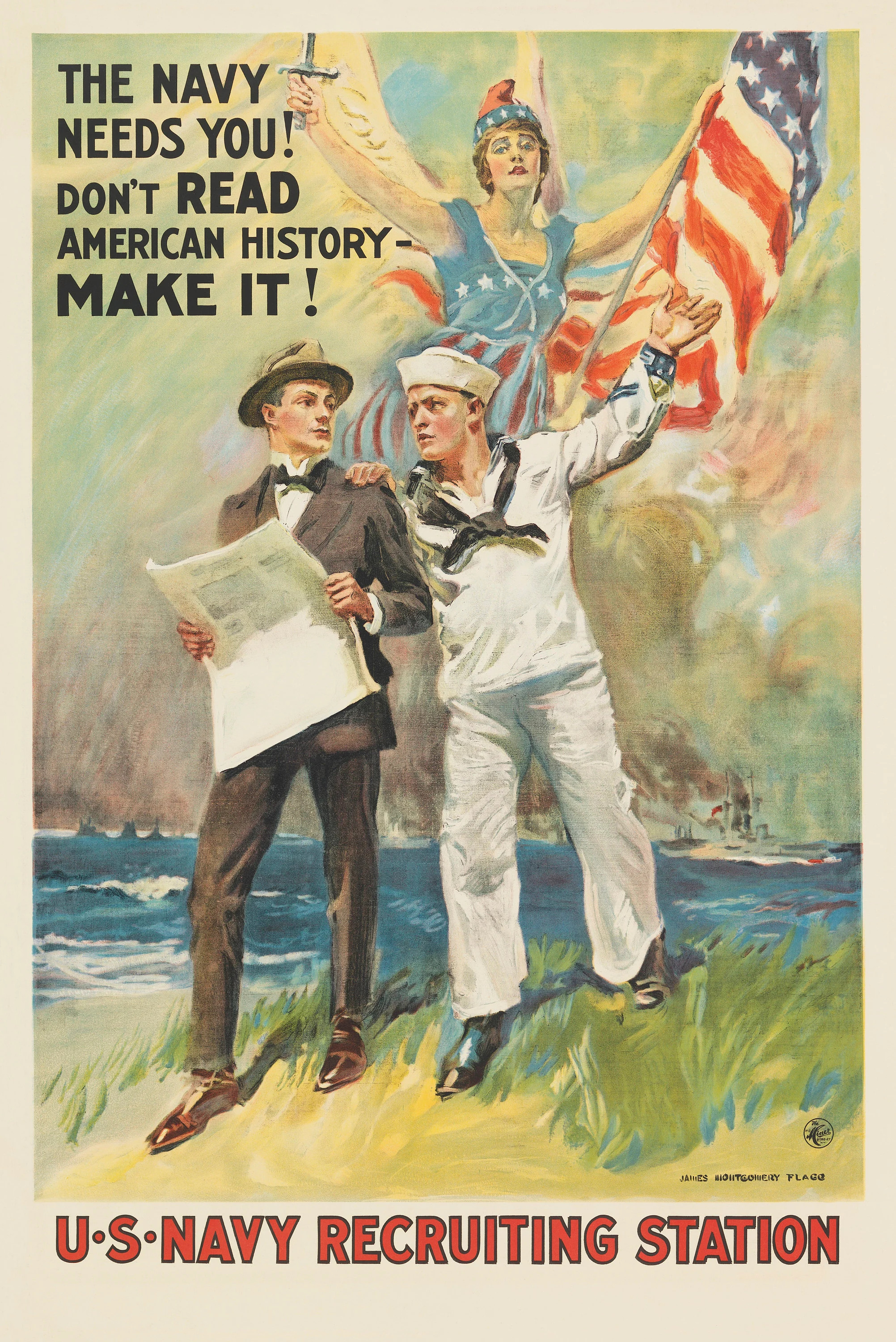
نیروی دریایی به شما نیاز دارد! تاریخ آمریکا را نخوانید، آن را بسازید! (۱۹۱۷ یا ۱۹۱۸)
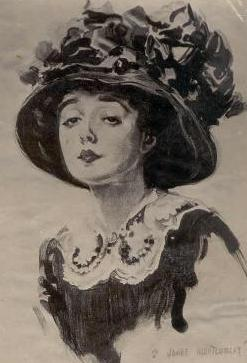
طرحی از میبل نورمند، هنرپیشه (۱۹۰۹ یا ۱۹۱۰)
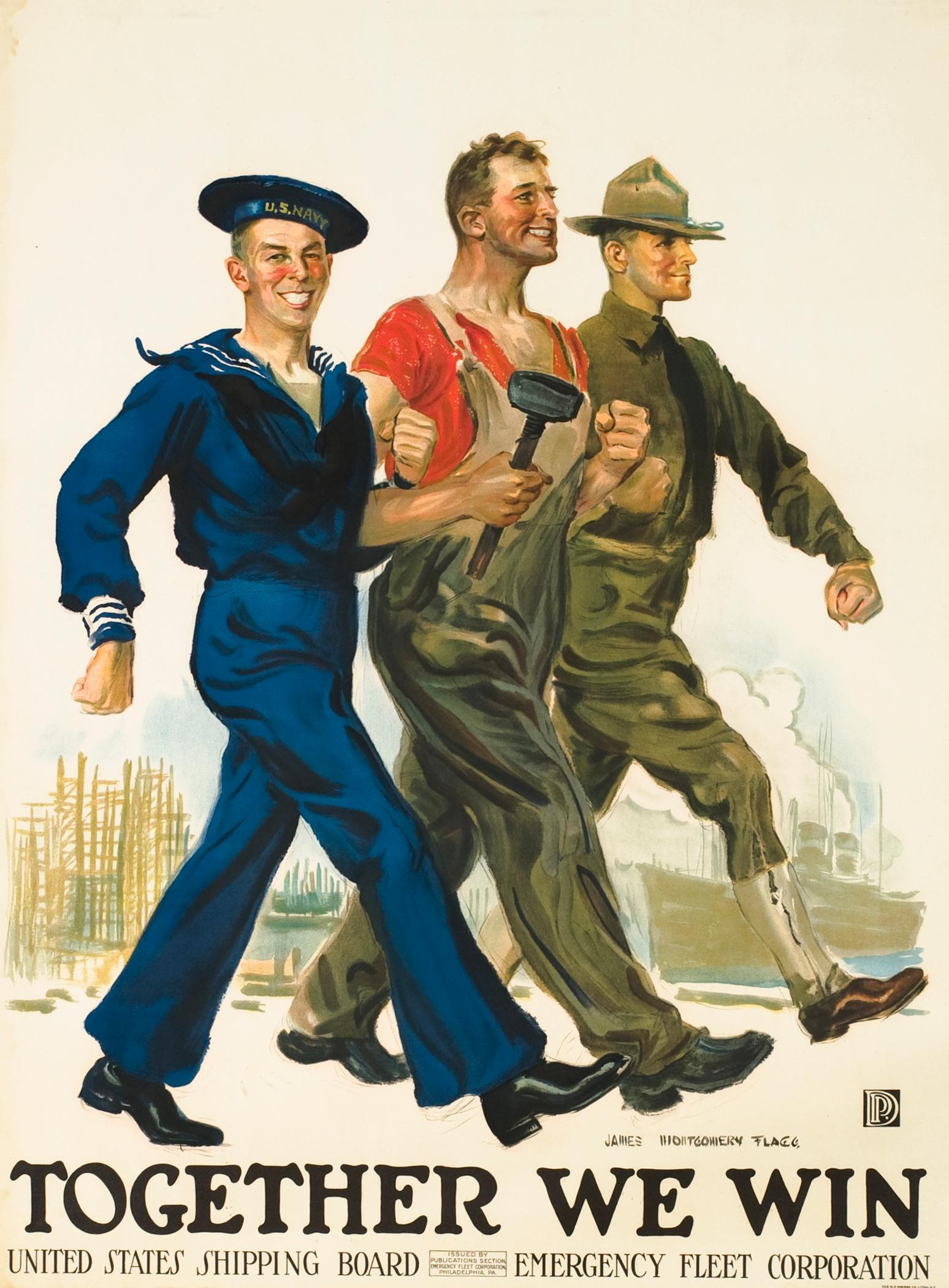
اگر با هم باشیم (در جنگ جهانی اول) پیروز خواهیم شد (۱۹۱۷ یا ۱۹۱۸)
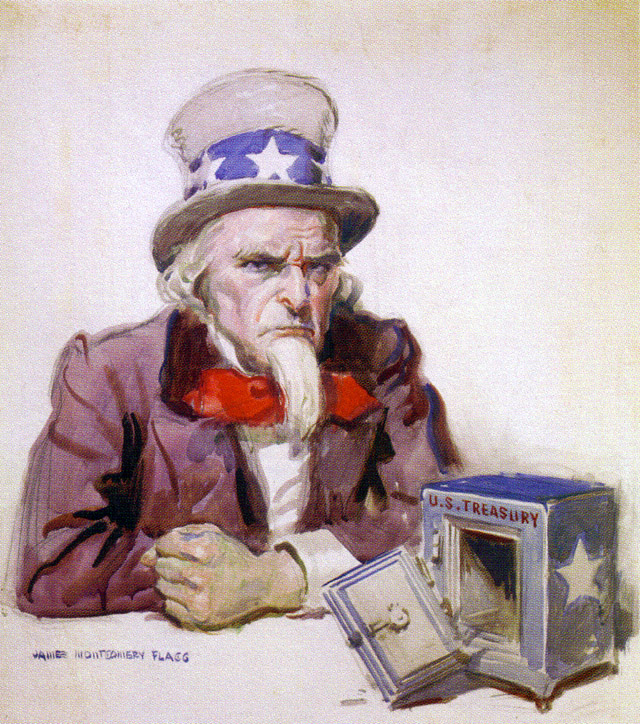
عمو سام و خزانهٔ خالی (اشاره به وضعیت اقتصادی آمریکا در پایان جنگ جهانی اول - ۱۹۲۰)
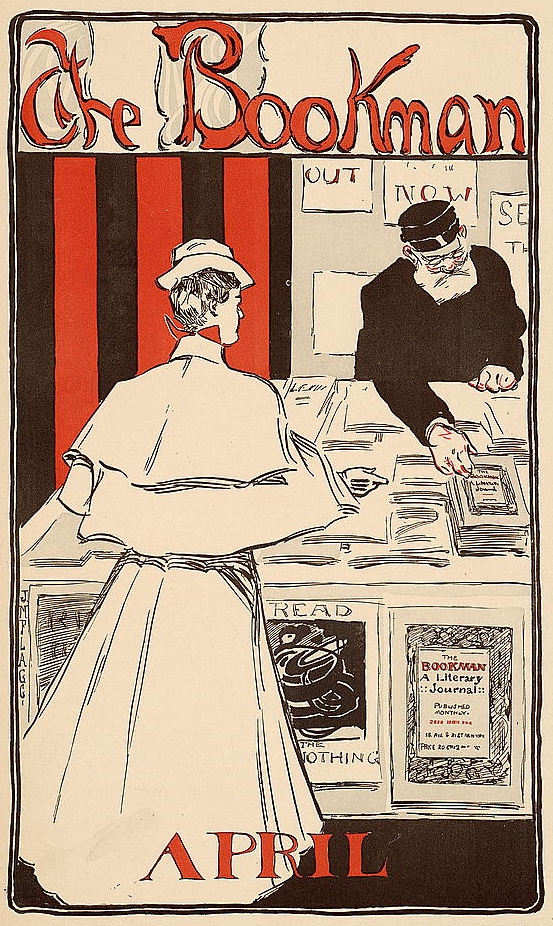
تبلیغ مجلهٔ ادبی بوکمن نیویورک (آوریل ۱۸۹۶)